# Стрёмстад, Торальф
Торальф Стрёмстад (норв. Thoralf Strømstad; 13 января 1897 года, Берум — 10 января 1984 года, Осло) — норвежский двоеборец и лыжник, двукратный призёр Олимпийских игр. Старший брат горнолыжницы Норы Стрёмстад.

## Карьера
На Олимпийских играх 1924 года в Шамони выступал в лыжных гонках и двоеборье. В двоеборье завоевал серебряную медаль, 0,687 бала уступив победителю своему партнёру по команде Торлейфу Хёугу и на 0,367 бала обойдя другого своего соотечественника Йохана Грёттумсбротена. В лыжных гонках выступал лишь гонке на 50 км, в которой полностью повторился пьедестал почета соревнований в двоеборье, Стрёмстад и здесь стал вторым проиграв Торлейфу Хёугу и опередив Йохана Грёттумсбротена.
На национальном уровне Стрёмстад дважды становился чемпионом Норвегии, в 1919 и 1923 годах.